# Landschaftsschutzgebiet Ensterbachtal zwischen Enste und Landesstraße 743

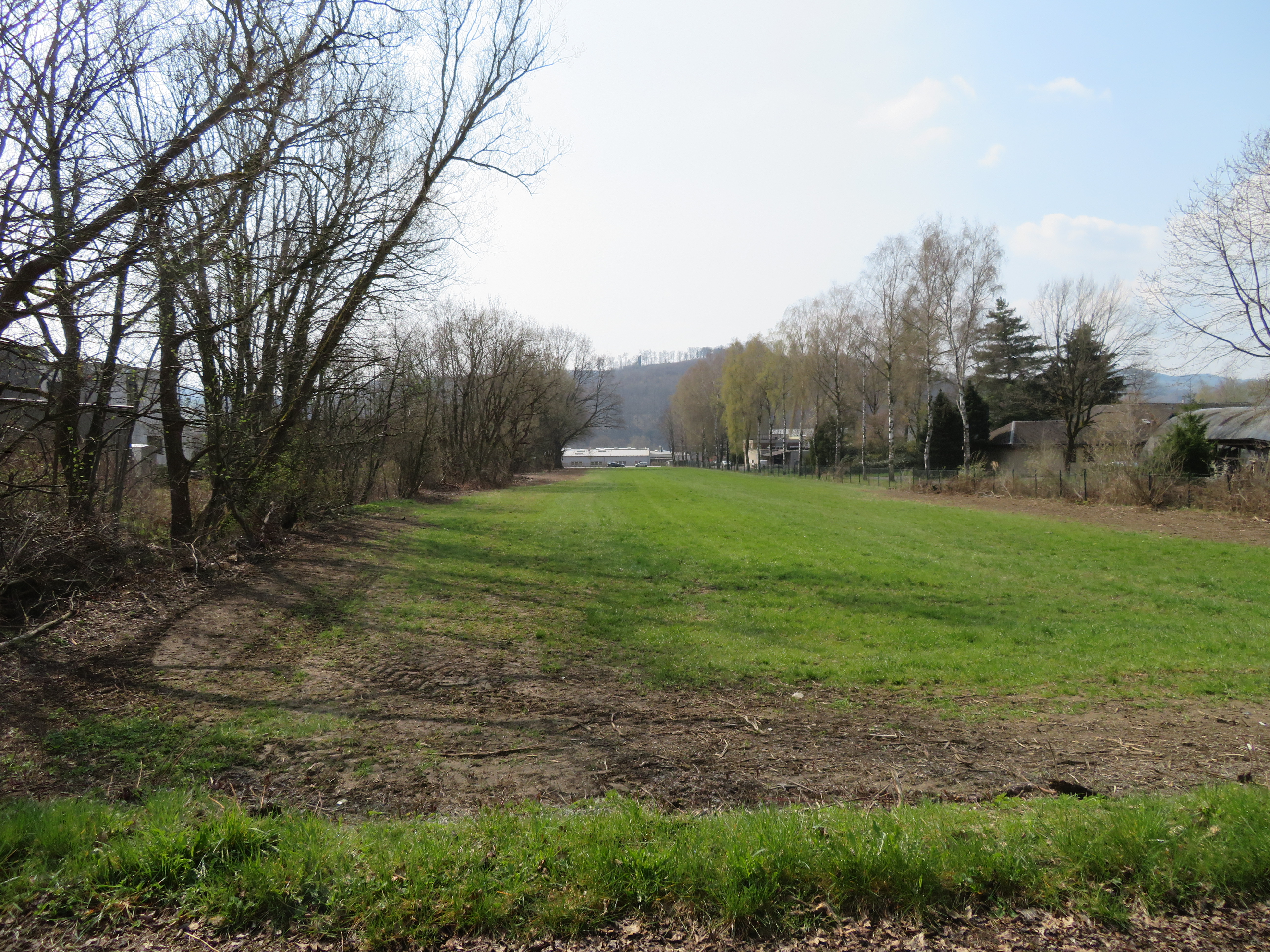
Letzter größerer Offenlandbereich vom früheren Landschaftsschutzgebiet Ensterbachtal zwischen Enste und Landesstraße 743 der 2021 noch vorhanden war

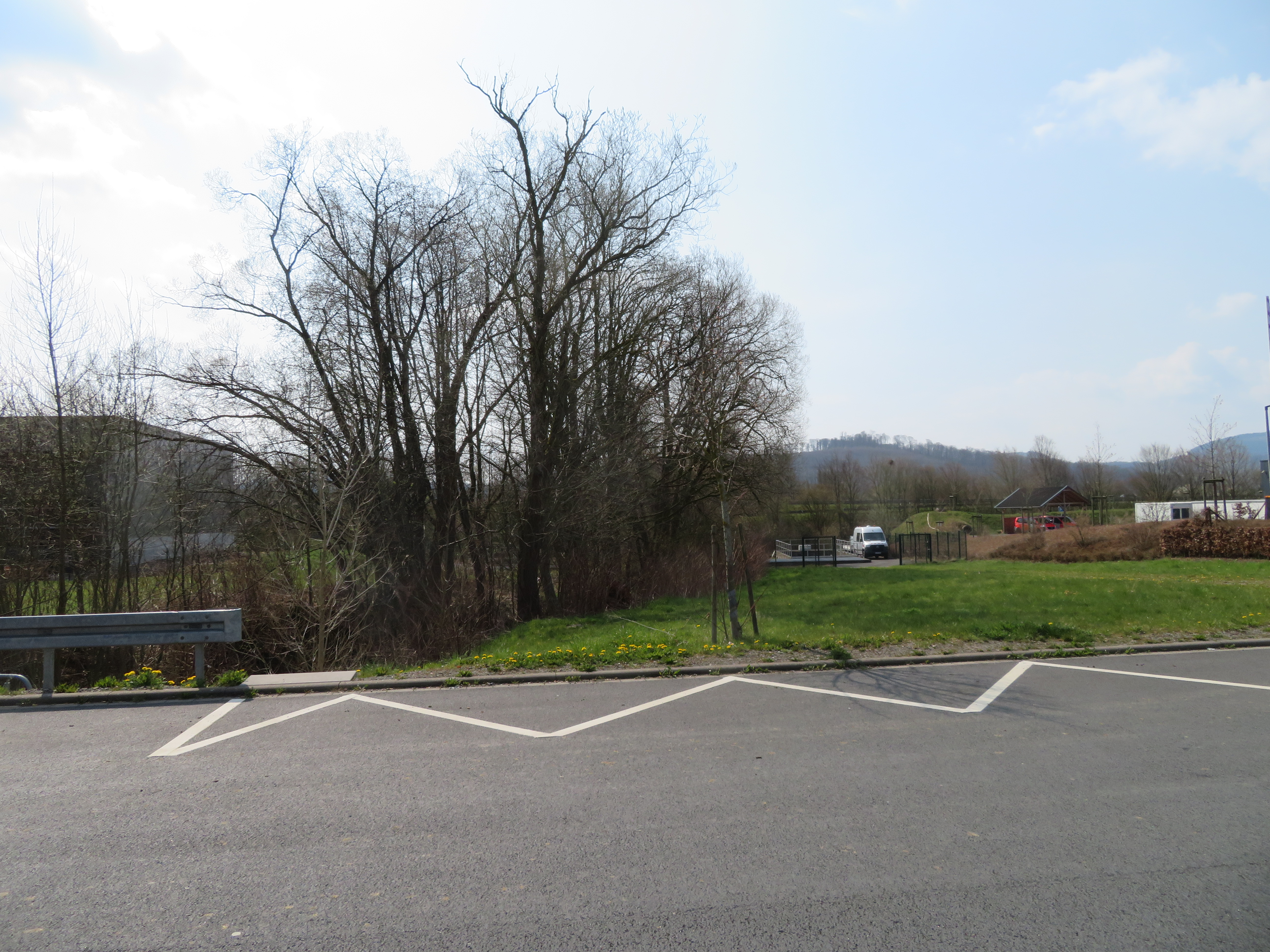
Weiter kleiner Offenlandbereich des früheren LSG 2021

Das Landschaftsschutzgebiet Ensterbachtal zwischen Enste und Landesstraße 743 mit 8,1 ha lag südlich Enste im Stadtgebiet von Meschede im Hochsauerlandkreis. Es wurde 1994 mit dem Landschaftsplan Meschede durch den Kreistag des Hochsauerlandkreises als Landschaftsschutzgebiet (LSG) ausgewiesen. Das Landschaftsschutzgebiet Ensterbachtal zwischen Enste und Landesstraße 743 wurde als Landschaftsplangebiet vom Typ C, Wiesentäler, ausgewiesen und gehörte zum Naturpark Sauerland-Rothaargebirge. Bei der Neuaufstellung des Landschaftsplanes Meschede entfiel das Landschaftsschutzgebiet Ensterbachtal zwischen Enste und Landesstraße 743 ersatzlos. Das ehemalige LSG liegt seit 2020 im Bebauungsplangebiet.

## Beschreibung
Das LSG lag südlich von Enste. Die Bundesautobahn 46 teilt das LSG. Im LSG befanden sich der Ensterbach mit Grünland in der Flussaue. Das LSG grenzt im Süden an die L 743. 2020 war das Grünland bis auf eine Restfläche bereits bebaut. Sonst ist nur der Ensterbach unbebaut.
Der Ensterbach steht aber unter dem gesetzlichen Biotopschutz nach § 30 BNatSchG.

## Schutzvorschriften
Wie in den anderen Landschaftsschutzgebieten vom Typ C im Landschaftsplangebiet Meschede bestand in diesem LSG ein Umwandlungsverbot von Grünland und Grünlandbrachen in Acker oder andere Nutzungsformen. Eine Erstaufforstung und eine Anlage von Weihnachtsbaumkulturen ist verboten. Eine maximal zweijährige Ackernutzung innerhalb von zwölf Jahren ist erlaubt, falls damit die Erneuerung der Grasnarbe vorbereitet wird. Dies gilt als erweiterter Pflegeumbruch. Beim erweiterten Pflegeumbruch muss ein Mindestabstand von fünf Metern vom Mittelwasserbett eingehalten werden.

## Schutzzweck
Die Ausweisung erfolgte zur Ergänzung der Naturschutzgebiets-Ausweisung von Meschede um ein Offenlandbiotop-Verbundsystem zu schaffen, damit Tiere und Pflanzen Wanderungs- und Ausbreitungsmöglichkeiten behalten, und dem Erhalt der Vorkommen geschützter Vogelarten sowie dem Schutz artenreicher Pflanzengesellschaften.